# Paindorf (Reichertshausen)
Paindorf ist ein Ortsteil der Gemeinde Reichertshausen im oberbayerischen Landkreis Pfaffenhofen an der Ilm.
Das Kirchdorf Paindorf liegt am rechten Ufer der Ilm, Oberpaindorf auf dem rechten Talhang auf einer Höhe von 450 m ü. NN und darüber.
Zum 30. Juni 2021 hatte Paindorf zusammen mit Oberpaindorf 627 Einwohner.

## Infrastruktur
Paindorf ist über die Bundesstraße 13 und die Bahnstrecke München–Treuchtlingen mit eigenem Haltepunkt zu erreichen.

## Geschichte

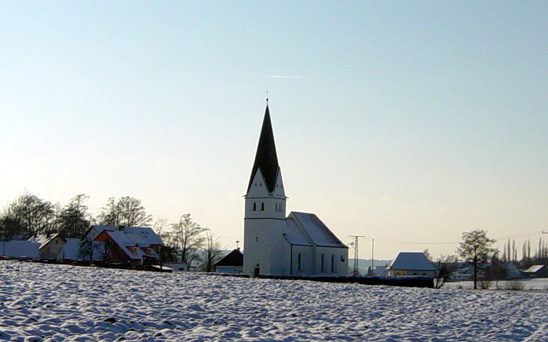
Kirche St. Nikolaus Paindorf

Seinen Namen verdankt Paindorf einem gewissen Paio, der sich im Jahre 836 urkundlich erstmals bezeugen lässt. Wahrscheinlich wurde auch um diese Zeit der Ort erstmals besiedelt. Im Hochmittelalter war das Kirchdorf sogar Sitz eines eigenen nach ihm benannten Adels. In Schenkungsurkunden an das Hochstift Freising erscheint nach Theodor Bitterauf zwischen 1138 und 1158 als Zeuge ein gewisser Adalprecht de „Baindorf“. Es handelt sich hierbei um eine Schenkung eines Hofes zu Asbach bei Petershausen an das Augustinerchorherrenstift Indersdorf. 1199 werden als Zeugen die adeligen Gebrüder Chunradus und Heinricus de „Pagndorf“ erwähnt.
Was die grundherrschaftlichen Zustände betrifft, besaß das nahe gelegene Benediktinerkloster Scheyern im Jahre 1752 den Hauptteil der 11 Anwesen: Ihm gehörten drei halbe Höfe (Mühle, Westl und Ebner), ein Viertelhof (Angermayr) und ein Achtelhof (Zubaugut zum Estl). Ferner besaß das Kloster Indersdorf den ganzen Hof beim Walter. Auch der Pfarrhof von Lampertshausen – heute eine Filiale von Steinkirchen bzw. Jetzendorf – war hier Grundherr mit einem Viertelhof, dem Zubaugut zum Angermayr. Zur Kirche Johanneck (Pfarrei und Gemeinde Paunzhausen, Landkreis Freising) war das Schuemacherguet, ein Achtelhof, grundbar. Der Sechzehntelhof des Mesners gehörte der Ortskirche.
Die ehemalige Gemeinde bestand als solche erst seit dem Jahre 1818 (zweites Gemeindeedikt). Die Gemeinde Paindorf wurde 1818 aus dem Steuerdistrikt Reichertshausen mit den Ortschaften Grafing, Gurnöbach, Holzhof, Ilmberg, Kerum, Kohlmühle und Paindorf gebildet. Aus der ältesten noch vorhandenen Gemeinderechnung von 1839/40 ist zu entnehmen, dass es damals in der Gemeinde Paindorf 28 Familien gab.
Nach dem Zweiten Weltkrieg setzte zwischen 1950 und 1960 eine rege Tätigkeit im Wohnungsbau ein. Alte Häuser wurden abgerissen und durch neue ersetzt. Baugebiete für Neuansiedler wurden ausgewiesen. Damit einher ging in den 60er Jahren der Ausbau der Ortsstraßen und Gemeindeverbindungswege, der Bau der Wasserleitung und der Kanalisation. Der schienengleiche Bahnübergang wurde 1962 durch eine Straßenunterführung beseitigt und gleichzeitig der Bahnhof umgebaut. Durch einstimmigen Beschluss des Gemeinderates mit Bürgermeister Kaspar Mösner wurde Paindorf mit seinen Ortsteilen am 1. Januar 1971 nach Reichertshausen eingemeindet.